# Flugunfall einer Antonow An-72 in Kasachstan 2012
Der Flugunfall einer Antonow An-72 in Kasachstan 2012 ereignete sich am 25. Dezember 2012. An diesem Tag wurde eine auf dem Flughafen Astana gestartete Maschine vom Typ Antonow An-72-100 des Kasachischen Grenzschutzes kurz vor der Landung auf dem Flughafen Schymkent ins Gelände geflogen, wobei alle 27 Insassen an Bord starben. Es handelt sich damit um den bislang (März 2022) schwersten Flugunfall mit einer Antonow An-72.

## Flugzeug
Bei der Maschine handelte es sich um eine Antonow An-72-100, die 1990 von Antonow gebaut wurde. Die Maschine trug die Werknummer 36576092859 und die Modellseriennummer 11-10. Sie wurde im Jahr 1991 an die sowjetische Grenzschutzarmee ausgeliefert und trug bei dieser das militärische Luftfahrzeugkennzeichen 2. Ab 1993 war die Maschine beim Grenzschutz Kasachstans im Einsatz und erhielt zunächst das Kennzeichen 02, welches 2005 in UN-72859 und im Oktober 2012 in UP-72859 umgeändert wurde. Das zweistrahlige Transportflugzeug war mit zwei Turbofantriebwerken des Typs Lotarjow D-36-2A ausgestattet.

## Insassen
An Bord der Maschine befanden sich sieben Besatzungsmitglieder und 20 Angehörige des kasachischen Grenzschutzes, darunter deren Oberbefehlshaber, Oberst Turganbek Stambekow.

## Unfallhergang
Die Maschine hob um 16:52 Uhr in Astana ab. Kurz nach dem Start versagte der Autopilot. Der Flugkapitän beschloss daraufhin, die Maschine manuell zu fliegen. Zwei Minuten und 40 Sekunden nach dem Abheben versagte auch der Funkhöhenmesser. Die Piloten flogen die Maschine daraufhin unter Verwendung der barometrischen Höhenmesser weiter. Etwa 19 Minuten nach Antritt des Fluges versagte auch dieser Höhenmesser kurzfristig, wobei die angezeigte Höhe augenblicklich von 696 auf -1.375 Meter fiel. Drei Minuten später stieg die angezeigte Höhe plötzlich von 749 auf 2.672 Meter. Auf dem weiteren Weg nach Schymkent flog die Maschine in eine Zone mit starkem Schneefall und eingeschränkter Sicht ein. Während des Anfluges auf Schymkent versäumte es der Flugkapitän, die Einstellung des barometrischen Höhenmessers zu aktualisieren, woraufhin die angezeigte Flughöhe von der tatsächlichen um 385 Meter abwich. Etwa 21 Kilometer vor dem Zielflughafen kollidierte die Maschine mit dem Hang einer Schlucht und brach auseinander, woraufhin alle 27 Insassen getötet wurden. 